# Saison 2010 des Padres de San Diego
La saison 2010 des Padres de San Diego est la 42e saison en Ligue majeure pour cette franchise. Avec 90 victoires pour 72 défaites, les Padres terminent deuxièmes de la division Ouest de la Ligue nationale.

## Intersaison

### Arrivées
- Mis en ballotage par les Orioles de Baltimore, le contrat du lanceur de relève Radhames Liz est repris par les Padres le 25 novembre 2009[1].
- Le receveur Dusty Ryan rejoint les Padres le 21 décembre 2009 à la suite d'un échange avec les Tigers de Détroit en retour d'un joueur à désigner[2].
- Le 16 janvier 2010, les voltigeurs Aaron Cunningham et Scott Hairston (ex-Athletics d'Oakland) sont échangés en retour de Kevin Kouzmanoff et Eric Sogard[3].
- Agent libre, le joueur d'utilité Jerry Hairston, Jr. rejoint les Padres le 18 janvier 2010[4].
- Agent libre, le lanceur partant Jon Garland s'engage avec les Padres pour une saison le 26 janvier 2010[5].
- Agent libre, le receveur Yorvit Torrealba signe chez les Padres pour une saison le 9 février 2010[6].

### Cactus League
32 rencontres de préparation sont programmées du 4 mars au 2 avril à l'occasion de cet entraînement de printemps 2010 des Padres.
Avec 18 victoires et 10 défaites, les Padres terminent 3e de la Cactus League et enregistrent la 3e performance des clubs de la Ligue nationale.

## Saison régulière

### Classement
| Ligue nationale (Division Ouest) | V  | D  | %    | GB |
| -------------------------------- | -- | -- | ---- | -- |
| Giants de San Francisco          | 92 | 70 | .568 | -  |
| Padres de San Diego              | 90 | 72 | .556 | 2  |
| Rockies du Colorado              | 83 | 79 | .512 | 9  |
| Dodgers de Los Angeles           | 80 | 82 | .494 | 12 |
| Diamondbacks de l'Arizona        | 65 | 97 | .401 | 27 |

### Résultats
| Légende             | Légende            | Légende       |
| victoire des Padres | défaite des Padres | match reporté |
| ------------------- | ------------------ | ------------- |

#### Juillet
- Le 29 juillet, les Padres font l'acquisition de Miguel Tejada en provenance des Orioles de Baltimore. Ils cèdent en retour le lanceur des ligues mineures Wynn Pelzer[8].
- Le 31 juillet, les Padres font l'acquisition du voltigeur Ryan Ludwick des Cardinals de Saint-Louis dans une transaction à trois clubs impliquant aussi les Indians de Cleveland. L'équipe de San Diego cède deux joueurs évoluant en ligues mineures. Ainsi, le lanceur droitier Corey Kluber passe à l'organisation des Indians alors que le lanceur gaucher Nick Greenwood est échangé à Saint-Louis[9].